# Nello Ciaccheri
Nello Ciaccheri (8 de setembro de 1893 — 26 de fevereiro de 1971) foi um ciclista italiano que participava em competições de ciclismo de estrada. Correu profissionalmente entre 1923 e 1929.
Pela Itália, ele participou de dois eventos nos Jogos Olímpicos de 1924, em Paris, onde terminou em décimo oitavo lugar na estrada individual. Na estrada por equipes, ele terminou em quinto.